# 劉仲明
劉仲明，國立清華大學化學系學士，美國哥倫比亞大學化學碩士、博士。
1984年進入工業技術研究院工業材料研究所，歷任研究員、研究主任、正研究員、組長、副所長、所長、副院長、院長等職務。
曾任教於輔仁大學化學研究所、國立清華大學化學研究所、國立中央大學化學研究所，擔任中國化學會理事長。

## 榮譽
- 2013年中華民國高分子學會終身成就獎
- 2009年中國材料科學學會陸志鴻先生紀念獎
- 2007年國立清華大學傑出校友
- 2002年經濟部科技計畫成果優良獎「電子關鍵性材料及元組件發展計畫」
- 1996年工研院成果貢獻獎「有機光導体 OPC製作技術」銅牌獎
- 1995年經濟部科技計畫成果優良獎「光電關鍵性材料技術研究五年計畫」
- 1990年經濟部科技計畫成果優良獎「工業材料發展六年計畫」
- 1990年行政院傑出科學與技術人才獎
- 1988年工研院科技成果貢獻獎「乾膜光阻之研究與技術移轉」